# Carlos Amorales
Carlos Amorales (Ciudad de México, 1970) es un artista conceptual mexicano que vive y trabaja en la Ciudad de México. Su trabajo se interesa en las diversas formas en las que utilizamos el lenguaje y sus códigos. Utiliza medios de expresión tales como el dibujo, la animación, la escultura o el performance.
En 2016, fue seleccionado para representar al Pabellón de México en la 57ª Bienal de Venecia con el proyecto, La vida en los pliegues. también participó de una muestra en holanda
En México es representado por la galería kurimanzutto.

## Biografía
Carlos Amorales, hijo del artista visual Carlos Aguirre, nace en 1970 en la Ciudad de México. En 1992 llega a Holanda para comenzar sus estudios en la Rijksakademie van beeldende kunsten y posteriormente  en la Gerrit Rietveld Academie en Ámsterdam. Haciendo obras desde los 20 años de edad decide no exponer su trabajo sino hasta 7 años más tarde. Al irse a Europa a estudiar arte y a pintar con un estilo europeo, sus tutores le animaban mucho a hacer algo relacionado con su país de origen.
Atrajo la atención internacional con sus proyectos de performance relacionados con el mundo de la lucha libre “Amorales vs. Amorales” trabajados de 1996 a 2003.  Gran parte de su trabajo se enfocó en explorar la cultura y los valores de México, fascinado con los rituales contemporáneos religiosos y seculares.
En 2003 su obra se desarrolló en el ámbito de la animación fílmica, el relato de ficción y la instalación, estableciendo un estudio multidisciplinario con la colaboración de psicoanalistas, diseñadores gráficos, escritores y músicos. De 2003 a 2009 fundó el sello de discos Nuevos Ricos dedicado a la música pop, y organizó presentaciones en varios países. 
Desde 2010 se centró en el lenguaje, la tipografía, las notaciones musicales, el cine y la performance. Sus trabajos en el ámbito performático se han presentado, entre otras ciudades en: Londres (Tate Modern, 2003); San Francisco (Museo de Arte Moderno de San Francisco, 2003) y París (Centro Georges Pompidou, 2001). Entre sus exposiciones individuales destacan: Suprimir, modificar y preservar, Mac/Val (Val-de-Marne, Île-de-France); Remix, Palazzo delle Esposizioni (Roma, 2010); Discarded Spider, Cincinnati Art Center y Orange County Museum of Art (Ohio y California, 2008 y 2009); y Cuatro animaciones, cinco dibujos y una plaga, Philadelphia Art Museum (Philadelphia, 2008). Por último, a nivel colectivo, cabe destacar las exposiciones: Manifiesta 09 (Genk, 2012); Performa (Nueva York, 2007); y la participación en el pabellón de Holanda de la Bienal de Venecia (2003).

Desde el 2008 es miembro del Sistema Nacional de Creadores de México.
En 2013 participó en la exposición Fronteridad: migración, desplazamiento y nomadismos artísticos, llevada a cabo en la Universidad  Politécnica de Valencia.
Actualmente[¿cuándo?] trabaja y vive en la Ciudad de México, donde es representado por la galería kurimanzutto.

## Obras
La obra de Carlos Amorales explora los límites del lenguaje visual, verbal y simbólico. Inspirado en una visión crítica hacia los sistemas de comunicación y representación, su trabajo se caracteriza por la migración de formas entre distintos medios, y por una voluntad de cuestionar los códigos que estructuran el significado. A través del uso de archivos gráficos, máscaras, signos y estructuras narrativas ambiguas, Amorales construye un universo visual que oscila entre lo reconocible y lo abstracto.

### Archivo Líquido (1998)
Durante más de diez años a partir de 1998 Amorales desarrolló su proyecto Archivo Líquido, que es una base datos de dibujos vectoriales que son usadas y reutilizadas por el artista para su amplio campo de trabajo artístico, además de que sirven de apoyo  para quien quiera aproximarse al arte. Es la herramienta que unifica toda la obra de Amorales mientras que sus motivos migran de medio a medio. En estos dibujos vectoriales se  genera el esquema de imágenes familiares, creando una sensación de  que las imágenes están al borde de desaparecer pero se capturan las siluetas en el momento justo antes de que se esfumen. El archivo se ha convertido en un vocabulario visual pensado para el uso colaborativo  y su reinterpretación, con el artista posicionado como un filtro crítico y una unidad entre las formas y su significado potencial.

### Black Cloud (2007)
Espacio AV. Murcia, España
En esta obra, Amorales lleva su Archivo Líquido a la tercera dimensión, materializando su potencial para comunicar terror mediante una presencia física abrumadora. Replicó treinta y seis tipos de polillas en miles de recortes de papel negro a tamaño real que fueron pegadas individualmente con pegamento a las paredes y techos del espacio de la galería. La obra se convierte en un acopio surreal de insectos compuestos en formaciones escultóricas que sugieren el potencial para el daño, la destrucción y  una fatalidad irreversible. La instalación se asocia con los pasajes bíblicos del Antiguo Testamento sobre el día del juicio final, donde dos calamidades impuestas por dios sobre Egipto son moscas y langostas, lo que indica la inclinación de Amorales hacia escenarios ambiguos donde las fronteras entre la belleza y el temor, el bien y el mal, la calma y la calamidad, están constantemente  imprecisas.

### Suprimir, Modificar y Preservar (2012)
Universidad Politécnica de Valencia
En su video, Suprimir, modificar y preservar (2012). Amorales juega con los límites; dejándose llevar por su inclinación hacia el anarquismo decide poner las leyes a prueba, para demostrar que el arte es una posibilidad. La elección de grabar un vídeo, responde a la intención de promulgar cambios a la ley mediante la supresión de otra ley anterior. Como una ópera en tres actos, la acción se inicia con la presencia de una legisladora francesa, miembro actual del parlamento galo, a la que se le entregó una curiosa copia del Código Civil Francés. Lo curioso radica en que la versión del código está producida con tipografía impresa impecablemente con un lapicero de grafito montado en una impresora digital.
En el segundo acto, los legisladores que reciben el libro y que aceptan participar en la promulgación video grabada modifican la ley, eliminando con un borrador las partes, palabras, cláusulas, articulados, que a su juicio han perdido adecuación. Por ejemplo, una diputada propone borrar el término francés del código, pues el gentilicio excluye a los no franceses que viven en Francia y sus territorios. Otra cuestiona el hecho de que el matrimonio se tenga que contraer entre hombre y mujer. En el tercer acto observamos que la educada y politizada sociedad francesa permanece ajena a lo que ocurre a su alrededor.
El artista busca hacer reflexionar a la sociedad sobre las nociones de la justicia. Cuestionando  si las comunidades han perdido la brújula de lo que es justo y lo que es correcto y es patente que están cubiertos por un velo de maya o seducidos por el canto de la sirena —y no son los únicos—. ¿Qué pueblo reconoce las leyes que lo delimitan?

### Germinal (2013)
Museo Tamayo
Germinal consistió en la desfragmentación y comprensión de las imágenes contenidas en Archivo Líquido para desarrollar un lenguaje gráfico.  El objetivo de la exposición era cuestionar el uso del lenguaje y sus límites, planteando posibilidades de que es lo que ocurre cuando este lenguaje se acaba. Utilizando un alfabeto codificado que está situado entre la palabra y el signo, un lenguaje que se utiliza en los formatos tradicionales impresos pero también se explora en la escultura o en el vídeo.
El momento en que se pierde el lenguaje verbal y se da lugar a otras posibilidades de comunicación es cuando el artista considera que se da la anarquía, uno de los temas principales de la obra expuesta que es relacionado con el terremoto ocurrido en la Ciudad de México  en 1985 dónde se observó que la anarquía generada por la parálisis  el gobierno produjo una movilización social positiva.
Este vínculo se observa en la pieza que da origen al nombre de la exposición Germinal, un periódico  que conjunta imágenes de edificios destruidos durante el terremoto y textos anarquistas con trazos caóticos en lápiz. Al igual que Terremoto Vertical , un montaje de piezas de metal basadas en grietas de los edificios dañados que giran y trazan líneas que siguen el patrón de zigzag, estudiando así la grafía caótica que se organiza debido a su aplicación constante. Piezas que invitan a reflexionar sobre la creación de órdenes sociales a partir de momentos anárquicos.

## Exposiciones

### Exposiciones individuales
2019 
Retrospectiva. Museo Stedelijk, en Ámsterdam – Países Bajos.
2017 
La vida en los pliegues. Pabellón de México en La Biennale di Venezia, Venecia, Italia. 
Prelude. Bellas Artes Projects, Manila, Filipinas. 
2016 
Sólo para tus ojos. Diablo Rosso, Panamá, Panamá.
2015 
Carlos Amorales: El Esplendor Geométrico. kurimanzutto, Ciudad de México, México.
Year of Mexico in the UK: Carlos Amorales. Turner Contemporary, Margate, Reino Unido.
Amsterdam. The Man Who Did All Things Forbidden. The Eye-Me-Not. Film screening at the Mistake Room, Los Ángeles, Estados Unidos.
We Will See How Everything Reverberates. NGV – National Gallery of Victoria, Melbourne, Australia.
Anti Tropicalia. MADC – Museo de Arte y Diseño Contemporáneo, San José, Costa Rica.
Black Cloud. The Power Plant Contemporary Art Gallery, Toronto, Canadá.
2014 
Carlos Amorales. Línea de Tiempo. 1970-79. Galería Afa, Santiago de Chile, Chile.
The Man Who Did All Things Forbidden. Film screening at Cine Nilo, Santiago de Chile, Chile.
The Man Who Did All Things Forbidden. Film screening at Philadelphia Museum of Art, Filadelfia, Estados Unidos.
2013 
Carlos Amorales. Germinal. Museo Rufino Tamayo, Ciudad de México, México.
2012 
La Langue des Morts. Galerie Yvon Lambert, París, Francia.
2011 
Carlos Amorales: Silent films. Song Eun Art Space, Seúl, Corea.
Supprimer, modifier et preserver. Mac/Val, Vitry-sur-Seine, Francia. Lovecraft. Centro Fotográfico Manuel Álvarez Bravo, Oaxaca, México.
Los Guerreros / The Warriors. Festival Internacional de Cine de Guadalajara, Cineteca Nacional, Ciudad de México, México.
2010 
Carlos Amorales. Palazzo delle Esposizioni, Roma, Italia.
Vivir por fuera de la casa de uno. MARCO – Museo de Arte Contemporáneo, Monterrey, México.
Skeleton Images Tossed by Chance. Highpoint Center for Printmaking, Minneapolis, Estados Unidos.
Aftermath. Yvon Lambert, New York, Estados Unidos.
Vertical Earthquake. Annet Gelink Gallery, Ámsterdam, The Netherlands. Vivir por fuera de la casa de uno. Museo Amparo, Puebla, México.
Manimal. Herzliya Museum of Contemporary Art, Herzliya, Israel.
El estudio por la ventana. kurimanzutto, Ciudad de México, México. Discarded Spider. Cornerhouse, Mánchester, Reino Unido.
2009 
Working Class Today... Mañana Nuevos Ricos! Kunsthalle Fredericianum, Kassel, Alemania.
Black Cloud. Espacio de Arte Verónicas, Murcia, España.
Discarded Spider. Orange County Museum of Art, California, United States. Broken Animals Revisited: Animations by Carlos Amorales. Meet Factory, Praga, República Checa.
The Skeleton Image Constellation. Cabaret Voltaire, Zúrich, Suiza.
2008 
Bird in Hand. Project 33, Mumbai, India.
Subconscious City. Yvon Lambert London, Londres, Reino Unido.
Dark Mirror. Irish Museum of Modern Art, Dublín, Irlanda.
Discarded Spider. Contemporary Arts Center, Cincinnati, United States. Psicofonías. Oficina para Proyectos de Arte A.C. Guadalajara, México.
Four Animations, Five Drawings and a Plague. Philadelphia Museum of Art, Filadelfia, Estados Unidos.
2007 Faces. The Moore Space, Miami, Estados Unidos.
Black Cloud. Yvon Lambert, Nueva York, Estados Unidos.
Dark Mirror. Daros Latinoamérica, Zúrich Suiza
2006 
Carlos Amorales. MALBA – Museo de Arte Latinoamericano de Buenos Aires, Buenos Aires, Argentina.
Spider Web Negative. MK Gallery, Milton Keynes, Reino Unido.
Broken Animals. Yvon Lambert, París, Francia.
¿Por qué temer al futuro? MUCA-UNAM Museo Universitario de Ciencias y Arte, Ciudad de México, México.
2005 
¿Por qué temer al futuro? Casa de América, Madrid, España; Artium, Vitoria, España.
Franquicia Nuevos Ricos. kurimanzutto, México City, México/Annet Gelink Gallery, ARCO, Madrid, España.
2004
The Forest, Creative Time. “The 59th Minute”, Times Square, Nueva York, Estados Unidos.
Nuevos Ricos, in collaboration with Julián Lede. Chiesa di San Matteo, Prometeo Associazione Culturale per l’Arte Contemporánea, Lucca, Italy.
The Nightlife of a Shadow. Annet Gelink Gallery, Ámsterdam, Holanda.
2003 
Carlos Amorales. Festival International de Nouvelle Danse (FIND), Montreal, Canadá.
The Bad Sleep Well. Yvon Lambert, Nueva York, Estados Unidos.
2002 
Sympathy. Serge Ziegler Gallery, Zúrich, Switzerland. Simpatía por el D4iablo. Škuc Gallery, Liubliana, Eslovenia.
Solitario. Le Studio, Yvon Lambert, París, Francia.
Fighting Evil (with Style). Contemporary Art Museum USF, Tampa, Estados Unidos.
2001 
Open. Serge Ziegler Gallery, Zúrich, Switzerland. Cabaret Amorales. Migros Museum, Zúrich, Switzerland.
Cuerpo sin alma. Nina Menocal Gallery, México City, México.
2000 
Funny 13. Micheline Szwajcer Gallery, Antwerp, Bélgica.
A World All Too Familiar: New Projects by Carlos Amorales and Christine Hill. CCS Museum, Bard College, Annandale-on-Hudson, Nueva York, Estados Unidos.
1999 
Stoplight Pastimes. Marres Centrum, Maastricht, Países Bajos.
Carlos Amorales, Project Room. Museo de Arte Carrillo Gil, Ciudad de México, México.
As Amorales. Fons Welters Gallery, Ámsterdam, Países Bajos.
1998 
Amorales Interim. Micheline Szwajcer Gallery, Antwerp, Bélgica.

## Otros Proyectos
Disquera Nuevos Ricos fundada con Julián Lede y el diseñador André Pahl